# Эбуэ, Эммануэль
Эммануэ́ль Эбуэ́ (фр. Emmanuel Eboué; 4 июня 1983, Абиджан) — ивуарийский футболист. Участник чемпионатов мира 2006 и 2010 годов в составе сборной Кот-д’Ивуара. Играл на позиции правого защитника.

## Клубная карьера

### Ранние годы
Эбуэ родился в Абиджане. Помимо него в семье было 12 братьев и сестер. Отец Эммануэля работал в доках и умер, когда будущему футболисту было 15 лет. Эбуэ, в основном, воспитывали дедушка с бабушкой. Он стал увлекаться футболом с раннего возраста и играл сначала на позиции нападающего. За высокую скорость и поставленный удар со штрафного сверстники называли его «le magnifique». Приобретённые тогда качества ему пригодились, хотя последствии ивуариец стал выступать в защите. По словам Эбуэ, он почти не посещал школу, а только лишь играл в футбол, не обращая внимания на время суток. Затем Эммануэль был успешно принят в академию футбольного клуба «АСЕК Мимозас», основанную бывшим французским футболистом Жаном-Марком Жиллу. В ней проходили обучение такие ивуарийские футболисты, как Дидье Зокора, Яя и Коло Туре, Марко Не и другие. В 2002 году он стал выступать за взрослую команду клуба, провёл за тот сезон 25 матчей и забил 3 гола.

### «Беверен»
В сентябре 2002 года Эбуэ перешёл в бельгийский «Беверен» вместе с большой группой других перспективных молодых ивуарийцев. Эбуэ выступал за «Беверен» в течение трёх лет. Он быстро пробился в основной состав команды. В первом сезоне защитник сыграл 22 матча в чемпионате. В 2004 году «Беверен», почти полностью состоявший из ивуарийских футболистов, дошёл до финала Кубка Бельгии. В розыгрыше того турнира Эбуэ принял участие в семи матчах. Такой высокий результат дал возможность клубу принять участие в Кубке УЕФА 2004/2005. В июле 2004 года Эммануэль играл за «Арсенал» в товарищеском турнире в Амстердаме, где хорошо показал себя и получил возможность подписать контракт с «канонирами» в зимнее трансферное окно. 16 сентября 2004 года Эбуэ сыграл свой первый матч в еврокубках. 1 января 2005 года был официально оформлен переход защитника в «Арсенал». Сумма сделки составила £1,5 млн. Всего за «Беверен» ивуариец сыграл 83 матча и забил 4 гола.

### «Арсенал»
8 января 2005 года Эммануэль дебютировал в составе лондонцев в домашней игре третьего раунда Кубка Англии против «Сток Сити», которую «Арсенал» выиграл 2:1. В сезоне 2004/05 Эбуэ сыграл 5 матчей за команду резервистов, а также поучаствовал в трех матчах первой команды: в играх кубка Англии против «Вулверхэмптон Уондерерс» и «Шеффилд Уэнсдей» и в игре Премьер-лиги против «Саутгемптона».
В начале сезона 2005/06 Эбуэ редко выходил на поле. Однако 25 октября 2005 Эбуэ забил свой первый гол за лондонский клуб в гостевом матче третьего раунда Кубка лиги против «Сандерленда». Несмотря на отъезд на Кубок африканских наций в январе 2006 года (на этом турнире ивуарийцы проиграли в финале Египту по пенальти 2:4), по возвращении Эммануэль был немедленно брошен в бой в качестве игрока основы «Арсенала», впервые выйдя в стартовом составе «канониров» на «Энфилде» в матче с «Ливерпулем» на месте Лорена, выбывшего до конца того сезона из-за травмы. Успешно проявив себя в этом и ряде последующих матчей, Эбуэ закрепился в основном составе на позиции правого защитника (которую до того занимал как раз Лорен). Эммануэль был участником успешных для «Арсенала» матчей плей-офф Лиги чемпионов УЕФА 2005/06 против «Реала», «Ювентуса» и «Вильярреала». Вышел он на поле и в финальном матче этого турнира на «Стад де Франс» в Сен-Дени против «Барселоны», где лондонцы уступили каталонцам 1-2. В июне 2006 Эбуэ в составе сборной Кот-д’Ивуара принял участие в чемпионате мира. Он сыграл без замен все три матча группового турнира. Ивуарийцы проиграли с одинаковым счётом 1-2 аргентинцам и голландцам, потеряв тем самым шансы на выход из группы, а в уже ничего не решавшем третьем матче против команды Сербии и Черногории, для которой этот матч стал последним в её истории, африканцы выиграли в драматичной борьбе 3-2, заняв почётное третье место в группе. Сезон 2006/07 для Эбуэ начался успешно. Его место в «основе» уже не подвергалось сомнению, он показывал стабильно высокий класс игры. В сентябре 2006 года его признали лучшим игроком «Арсенала» за месяц. Однако затем последовали травмы. Первая из них, полученная в матче за сборную, вынудила его пропустить весь октябрь. В декабре 2006 — январе 2007 Эбуэ преследовали проблемы с лодыжкой. В финале Кубка лиги 25 февраля 2007 на стадионе «Миллениум» в Кардиффе против «Челси» Эбуэ вышел на поле на 66-й минуте вместо Армана Траоре. В концовке того матча произошла грандиозная драка. Всё началось с того, что Джон Оби Микел (заменивший капитана «Челси» Джона Терри, получившего нокаутирующий удар ногой в лицо от Абу Диаби) прихватил за футболку Коло Туре в борьбе за мяч. Туре решил разобраться с Микелем, игроки сцепились. В драку вмешались сначала Фрэнк Лэмпард и Сеск Фабрегас, а затем и остальные игроки. В ходе драки Эбуэ ударил Уэйна Бриджа, тот упал. Массовая потасовка закончилась удалением Адебайора, Туре и Микеля. К Эбуэ, который весьма активно участвовал в драке, санкций со стороны судьи применено не было. Однако после матча Эбуэ был дисквалифицирован Футбольной Ассоциацией Англии на три игры за удар Бриджа. А матч завершился победой «Челси» 2:1. В мае 2007 года Эбуэ подписал новый долгосрочный контракт с «Арсеналом». В сезоне 2007/08 Эбуэ также играл заметную роль в игре «канониров», проведя за клуб в общей сложности 36 матчей. «Арсенал» в том сезоне занял третье место в чемпионате (после двух подряд четвёртых мест в предыдущие годы). В эти годы Эбуэ также регулярно играет за национальную сборную, принял участие в чемпионате мира-2010.

### «Галатасарай»
16 августа 2011 года Эбуэ подписал контракт с турецким клубом «Галатасарай» сроком на 4 года.
В начале сезона-2014/15 Эбуэ был отстранен из основного состава, и был переведен в дубль на весь сезон. В конце сезона его контракт не был продлен и он покинул клуб.

### «Сандерленд»
В марте 2016 года подписал контракт с «Сандерлендом» до конца сезона 2015/16.

## Личная жизнь
В период выступления за Беверен Эбуэ женился на бельгийке Орели Бертран. В браке у них родилось трое детей.
В 2017 году Эбуэ сообщил в интервью Sunday Mirror, что развёлся и обанкротился. По словам Эбуэ, в какой-то момент он передал контроль над своими финансами жене, в результате чего лишился всех своих денег. Ему приходилось спать на полу у знакомых и не включать свет дома, чтобы не привлечь внимание коллекторов.

## Статистика выступлений
| Клуб             | Сезон            | Лига | Лига  | Кубки | Кубки | Еврокубки | Еврокубки | Всего | Всего |
| Клуб             | Сезон            | Игр  | Голов | Игр   | Голов | Игр       | Голов     | Игр   | Голов |
| ---------------- | ---------------- | ---- | ----- | ----- | ----- | --------- | --------- | ----- | ----- |
| АСЕК Мимозас     | 2001/02          | 25   | 3     | —     | —     | —         | —         | 25    | 3     |
| АСЕК Мимозас     | Всего            | 25   | 3     | —     | —     | —         | —         | 25    | 3     |
| Беверен          | 2002/03          | 23   | 0     | 1     | 0     | —         | —         | 24    | 0     |
| Беверен          | 2003/04          | 30   | 2     | 7     | 0     | —         | —         | 37    | 2     |
| Беверен          | 2004/05          | 17   | 2     | 1     | 0     | 7         | 0         | 25    | 2     |
| Беверен          | Всего            | 70   | 4     | 9     | 0     | 7         | 0         | 86    | 4     |
| Арсенал          | 2004/05          | 1    | 0     | 3     | 0     | 0         | 0         | 4     | 0     |
| Арсенал          | 2005/06          | 18   | 0     | 3     | 1     | 11        | 0         | 32    | 1     |
| Арсенал          | 2006/07          | 24   | 0     | 5     | 0     | 6         | 1         | 35    | 1     |
| Арсенал          | 2007/08          | 23   | 0     | 3     | 0     | 10        | 0         | 36    | 0     |
| Арсенал          | 2008/09          | 28   | 3     | 5     | 1     | 11        | 0         | 44    | 4     |
| Арсенал          | 2009/10          | 25   | 1     | 1     | 0     | 10        | 2         | 36    | 3     |
| Арсенал          | 2010/11          | 13   | 1     | 8     | 0     | 6         | 0         | 27    | 1     |
| Арсенал          | Всего            | 132  | 5     | 28    | 2     | 54        | 3         | 214   | 10    |
| Галатасарай      | 2011/12          | 31   | 3     | 2     | 0     | —         | —         | 33    | 3     |
| Галатасарай      | 2012/13          | 28   | 0     | 1     | 0     | 10        | 1         | 39    | 1     |
| Галатасарай      | 2013/14          | 18   | 1     | 3     | 0     | 8         | 0         | 30    | 1     |
| Галатасарай      | 2014/15          | 0    | 0     | 0     | 0     | 0         | 0         | 0     | 0     |
| Галатасарай      | Всего            | 77   | 4     | 6     | 0     | 18        | 1         | 102   | 5     |
| Всего за карьеру | Всего за карьеру | 298  | 16    | 43    | 2     | 79        | 4         | 420   | 22    |

## Достижения
«Арсенал»
- Обладатель Кубка Англии 2004/05
- Финалист Лиги чемпионов 2005/06

«Галатасарай»
- Чемпион Турции (2): 2011/12, 2012/13
- Обладатель Суперкубка Турции (2): 2012, 2013
- Обладатель Кубка Турции: 2013/14

Сборная Кот-д'Ивуара
- Финалист Кубка африканских наций (2): 2006, 2012